# Čongar
Čongar (ukr. Чонгар) je selo u Ukrajini u Heničeskom rajonu, u Hersonskoj oblasti. Nalazi se na poluotoku Čongar.
Tijekom Krimske krize 2014., 27. veljače 2014. Berkut je zauzeo selo i okolno područje. Nakon pripadanja Krima Rusiji, patroliranje granicom su preuzeli pro-ruske snage.

## Poveznice
- Strilkove